# Pieniński Potok
Pieniński Potok (Pieniński), Pieński Potok – potok w Pieninach, będący lewobrzeżnym dopływem Dunajca.

## Opis potoku
Pieniński Potok pływa głęboką doliną oddzielająca Masyw Trzech Koron od Pieninek. Jednym z dwu jego większych dopływów jest Huliński Potok. Źródła Pienińskiego Potoku znajdują się pod przełęczą Szopka, do Dunajca uchodzi na wysokości ok. 440 m n.p.m. tworząc w miejscu ujścia wysoki stożek napływowy. Po orograficznie prawej stronie ujścia znajdują się wysokie wapienne skały zwane Fujarkami, po lewej stronie Ślimakowa Skała.
Pieniński Potok ma długość 2,5 km i średni spadek 120 m/km. Dolina, którą płynie, to jedno z najbardziej dzikich miejsc w Pieninach. Stanowi obszar ochrony ścisłej i z wyjątkiem górnego odcinka w pobliżu Bajkowego Gronia jest niedostępna turystycznie.
Powyżej potoku, w Masywie Trzech Koron, znajduje się druga pod względem długości jaskinia w polskich Pieninach – Jaskinia Pienińska.
Według Józefa Nyki potok ten nazywany był przez miejscową ludność Pieńskim Potokiem. Nazwa ta w dokumentach pisanych znana jest już z 1626. W literaturze jednak ostatnio coraz częściej wprowadza się nazwę Pieniński Potok. Jego doliną chodzono ok. 1860 do Zamku Pieniny, w 1907 wyznakowano nawet wzdłuż potoku szlak turystyczny. W 1930 teren ten został wykupiony od prywatnych właścicieli, a cały obszar doliny włączony do Pienińskiego Parku Narodowego. W 1948 uznany został za matecznik dzikiej zwierzyny. Już w 1626 w dokumencie przy nazwie Pieńskiego Potoku znajduje się zapis: „zostawić go w pokoju dla zamrożenia zwierza na potrzebę zamkową”.
W pobliżu potoku, w miejscu, gdzie przecina go żółty szlak wiodący z Krościenka na Przełęcz Szopka, leży kamień z napisem „Wojtek 1-3-1963”, upamiętniający nagłą śmierć w tym miejscu i w tym dniu strażnika Pienińskiego Parku Narodowego Wojciecha Regieca.

## Przyroda
Porasta ją bujny las mieszany, w stromych zboczach znajdują się białe ściany wapienne porośnięte bogatą florą roślin wapieniolubnych. W korycie potoku oprócz pospolitego lepiężnika białego zdarza się rzadki litwor arcydzięgiel. W dolinie stwierdzono występowanie 30 gatunków ptaków, w tym pliszki górskiej i rzadkiego pluszcza.
Górną część Pienińskiego Potoku, na odcinku pomiędzy Bajkowym Groniem a polaną Wyrobek, na wysokości 678 m przekracza żółty szlak turystyczny z Krościenka na przełęcz Szopka. Znajdują się tutaj ławki dla turystów, tablica Pienińskiego Parku Narodowego i drewniana rynna, która płynie woda z Pienińskiego Potoku. Tworzy on tutaj niewielkie rozlewisko z młaką eutroficzną, na której dominują takie gatunki roślin, jak: kozłek całolistny, knieć błotna i turzyca prosowa. U ujścia Pienińskiego Potoku natomiast występuje rzadki w Polsce gatunek rośliny – oset klapowany i najniżej w Pieninach położone stanowisko cisa pospolitego, inne jego okazy występują także na zboczach doliny Pienińskiego Potoku. W 2016 r. w dolinie Pienińskiego Potoku znaleziono gatunki rzadkich mchów podlegających ochronie: zwiślik maczugowaty (Anomodon attenuatus), miechera Bessera (Neckera besseri), miechera spłaszczona (Neckera complanata), krzewik źródliskowy (Thamnobryum alopecurum). W latach 1987–1988 znaleziono tu bardzo rzadki, w Polsce wymierający gatunek porostu – plamca jasnego (Arthothelium ruanum) i zagrożoną wyginięciem przewiertnicę grabową Porina aenea. Istniały również stanowiska paproci pióropusznik strusi, jednak wyginęły.

## Przypisy

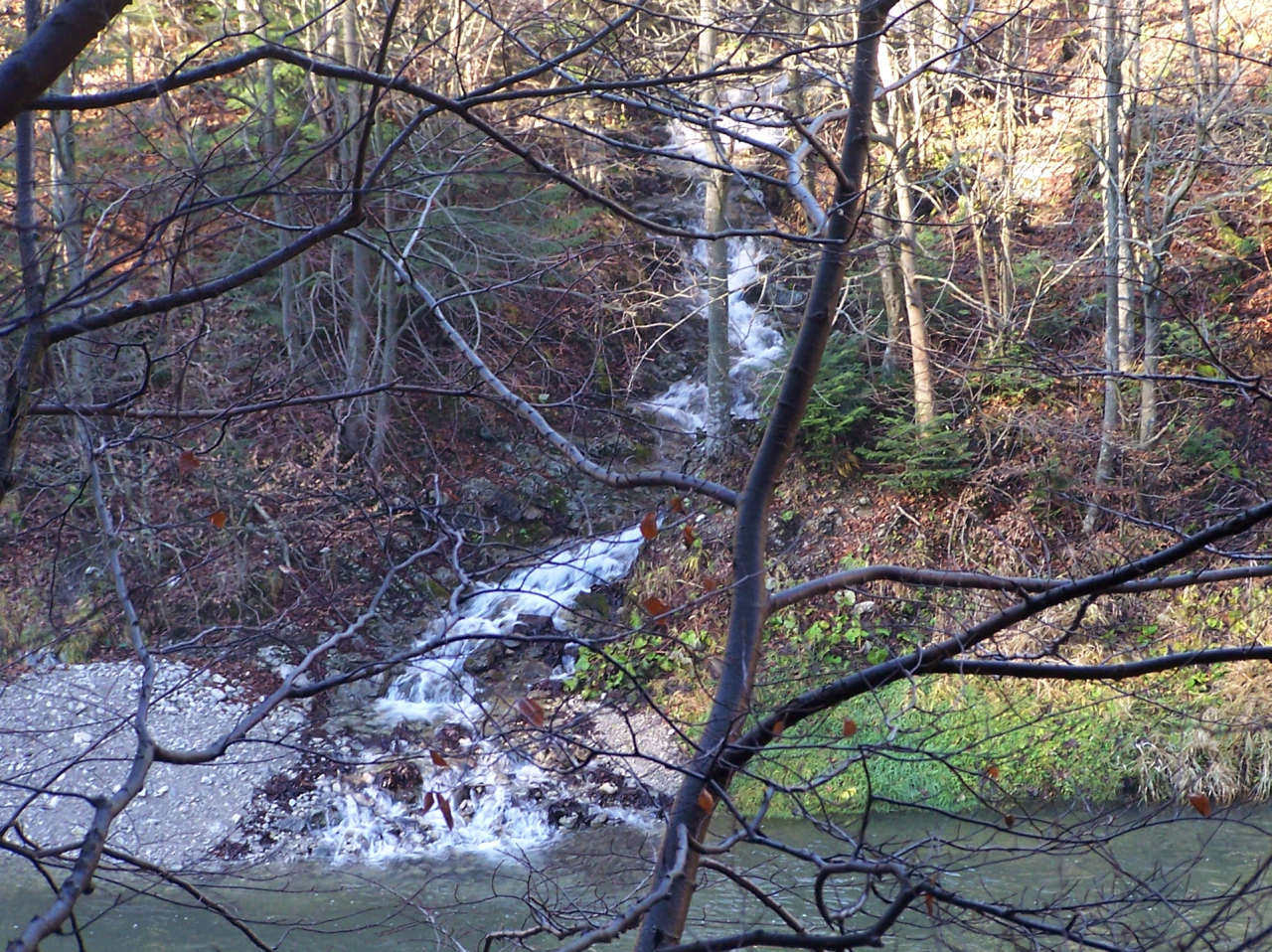
Pieński Potok wpływający do Dunajca